# کیدان
کیْدان(چغاکری) روستایی است در شهرستان بروجرد در استان لرستان. این روستا در دهستان همت اباد در بخش مرکزی این شهرستان قرار دارد.

## جمعیت
بنابر سرشماری مرکز آمار ایران، جمعیت این روستا در سال ۱۴۰۲، برابر با ۱۲۰۰ نفر بوده‌است که از این میان ۴۷۵ نفر مرد و بقیه زن بوده‌اند. کیدان ۲۸۵ خانوار جمعیت دارد.